# Вишеслав (тврђава)
Вишеслав је била српска погранична тврђава на Дунаву код Доњег Милановца. Помиње се у изворима из доба деспота Ђурђа (1427—1456) и његовог сина Лазара (1456—1458). Њена тачна локација није утврђена, али се претпоставља да је у питању локалитет Градац.